# スコーン (バンド)
スコーン（Scorn）は、イングランドのエレクトロニック・ミュージック・プロジェクト。このグループは、元ナパーム・デスのメンバーであるミック・ハリスとニック・バレンのプロジェクトとして1990年代初頭に結成された。バレンは、1995年にグループを脱退し、プロジェクトは2011年末までハリスの実質的なソロ・プロジェクトとして継続された。ハリスは、2019年にプロジェクトを再開している。

## 略歴
スコーンは、1991年にイングランドのバーミンガムで、グラインドコア・バンドのナパーム・デスの元メンバーであった、ドラマーのミック・ハリスとボーカリスト/ベーシストのニック・バレンによって結成された。バレンが1995年4月に脱退した後も、ハリスはプロジェクトの唯一のメンバーであり続けた。スコーンは、特に1991年から1994年までのイヤーエイク・レコード時代の作品で、インダストリアル・ミュージックやエクスペリメンタル・ミュージックと関連付けられることがよくあった。1995年にバレンが去って以降、作品の多くは非常に深いベース・ラインに重点を置いたミニマルなビートとなり、しばしばその構造はダブやトリップ・ホップに似ていた。
ジャスティン・ブロードリック (元ナパーム・デスのメンバーでもある) は、最初のLP『ヴァエ・ソリス』にギターを提供した。EP『Lick Forever Dog』は、アルバムのリミックスで構成された。アルバム『消失』では、ギターにジェームズ・プロトキンをフィーチャー。オウテカ、コイル、ビル・ラズウェル、ミート・ビート・マニフェスト、ロビン・ランボーによるリワークをフィーチャーしたリミックス・アルバム『エリプシス』が続いた。アルバム『Logghi Barogghi』のリリース後、双方ともプロジェクトの扱いに不満を持っていたため、ハリスはイヤーエイクと決別した。
彼のドラミングのファンの多くは、ナパーム・デスとスコーンの音楽スタイルの対比に戸惑ったが、ハリスはそれを自然な流れと見なしており、2012年に『Decibel』誌に次のように語っている。「私が持っていたアイデアのために、私にはその動きをする必要がありました。グラインドがどこかへ行って何かを始めたのと同じように、それはクレイジーな動きだったと考える人もいますが、私は常に実験者であり、今でもそうなのです。私はサウンドをこよなく愛する人間なのです」。
イヤーエイク・レコードを離れた後も、プロジェクトは重低音路線を引き継ぎながら、リリースごとに微妙に変化していった。ダウンテンポ・サウンドにより、ハリスはアンダーグラウンドのファンを獲得し、彼はダブステップの初期の創始者と見なされた。1997年5月、ハリスはビル・ラズウェルとラッパーとのコラボレーションへの資金提供を拒否した後、KKレコードとの関係を終わらせるためにプロジェクトを終了することを決定した。他のプロジェクトを追求した後、ハリスはハイメン・レコードから2枚の賞賛をもって迎えられたスコーン名義でのアルバム、『Greetings from Birmingham』と『Plan B』を携えて戻ってきた。スコーンはその後、2004年にヴィヴォ・レコードから『List of Takers』という1曲のライブ・ミックスをリリースした。
スコーンは、2007年にAd Noiseamからのアルバム『Stealth』で復帰し、カート・グラック (Kurt Gluck)の「Ohm Resistance」レーベルからそのCDバージョンがリリースされた。その後、スコーンは2008年にCombat RecordsとRecord Label Recordsから12インチのレコードをリリースした。2010年、『Refuse; Start Fires』というタイトルの別のフル・アルバムが「Ohm Resistance」から再びリリースされた。このアルバムは、バレンがプロジェクトを離れて以来、ハリスが別のミュージシャン (スコーンがコンピレーション・アルバム『Rise|Converge』でデヴィッド・ナイトとつくった曲を除く)であるドラマーのヤン・トレーシーと本格的に仕事をした最初のアルバムでもある。このフル・アルバムの直後に、ハリスは、2011年に再びトレーシーと共にEP『Yozza』をリリースした。
2011年11月、ハリスは、スコーン・プロジェクトが「眠りについた」と述べた。

## 再起動
2019年1月17日、「Ohm Resistance」レーベルは、スコーンが戻ってきて、2019年初頭にEPをリリースし、その後にアルバムをリリースすると発表した。4つの新曲入りのEPは『Feather』と呼ばれていた。フル・アルバム『Cafe Mor』は11月にリリースされ、スリーフォード・モッズのジェイソン・ウィリアムスンとのコラボレーションをフィーチャーしていた。Dadubのダニエル・アンテッザがアルバムをマスタリングした。ハリスは新しいAkai MPCを使ったライブセットで2020年にツアーを行う予定だったが、COVID-19のパンデミックによりキャンセルを余儀なくされた。その後、2021年にスタジオ・アルバム『The Only Place』をリリースし、その中にはクール・キースとのコラボレーションがフィーチャーされた1曲も収録されている。

## メンバー

### 最新メンバー
- ミック・ハリス (Mick Harris) - エレクトロニクス (1991年–1997年、2000年–2011年、2019年– )、ドラム (1991年–1993年)

### 旧メンバー
- ニック・バレン (Nic Bullen) - ボーカル、ベース、エレクトロニクス (1991年–1995年)

### 旧セッションおよびツアー・メンバー
- ジャスティン・ブロードリック (Justin Broadrick) - ギター (1991年–1992年)
- パット・マッカハン (Pat McCahan) - ギター (1992年)
- ジェームズ・プロトキン (James Plotkin) - ギター、ギター・シンセサイザー (1994年)

## ディスコグラフィ

### スタジオ・アルバム
- 『ヴァエ・ソリス』 - Vae Solis (1992年、Earache)
- 『コロッサス』 - Colossus (1993年、Earache)
- 『消失』 - Evanescence (1994年、Earache)
- 『ジャイラル』 - Gyral (1995年、Earache)
- Logghi Barogghi (1996年、Earache)
- Zander (1997年、Invisible)
- Greetings from Birmingham (2000年、Hymen)
- Plan B (2002年、Hymen)
- List of Takers (2004年、Vivo)
- Stealth (2007年、Ad Noiseam/Ohm Resistance)
- Refuse; Start Fires (2010年、Ohm Resistance)
- Cafe Mor (2019年、Ohm Resistance)
- The Only Place (2021年、Ohm Resistance)

### ライブ・アルバム
- Whine (1997年、Invisible)

### リミックス・アルバム
- 『エリプシス』 - Ellipsis (1995年、Earache)

### コンピレーション・アルバム
- Anamnesis: 1994-97 (1999年、Invisible)

### シングル & EP
- Lick Forever Dog (1992年、Earache)
- Deliverance (1992年、Earache)
- White Irises Blind (1993年、Earache)
- Lament (1993年、Dying Earth Records)
- Silver Rain Fell (1994年、Earache)
- Falling / The End (Remixes) (1995年、Scorn Recordings)
- Stairway (1995年、Scorn Recordings)
- Leave It Out (1996年、Possible)
- Imaginaria Award (2000年、Hymen Records)
- Governor (2002年、Hymen Records)
- Whistle for It (2007年、ÜNE (r)ecords)
- Super Mantis (2008年、Combat Recordings)
- Super Mantis Remixes (2008年、Combat Recordings)
- In The Margins (2009年、Record Label Records)
- Gravel Bed (2009年、Combat Recordings)
- Super Mantis / Gravel Bed (Remixes) (2010年、Combat Recordings)
- Yozza (2011年、Ohm Resistance)
- Feather (2019年、Ohm Resistance)
- Distortion (2021年、Ohm Resistance) ※Kool Keith + Scorn + Submerged名義
- Dutch Radio Live Studio Session (2021年) ※1994年9月5日録音